# Andre Zogholy
Andre Zogholy (* 1975 in Vöcklabruck) ist ein in Linz lebender österreichischer Soziologe, Künstler und Musiker.

## Leben
Andre Zogholy hat Soziologie an der Universität Linz studiert. Er ist Mitbegründer des Linzer Instituts für qualitative Analysen, Lehrbeauftragter am Institut für Gesellschafts- und Sozialpolitik an der Universität Linz und am Institut für Medien an der Kunstuniversität Linz und Verfasser mehrerer wissenschaftlicher Publikationen im sozial- und kulturwissenschaftlichen Zusammenhang. Im kulturellen Feld ist er u. a. als Gründungsmitglied der Linzer Künstlergruppe qujOchÖ und als Musiker im Bereich der elektronischen Musik unter wechselnden Namen und in verschiedenen Kollaborationen, u. a. mit Dietmar "Didi" Bruckmayr (Wipeout, Orchester 33 1/3, Fuckhead), Dieter "Didi" Kern (Pest, Wipeout, Fuckhead, Bulbul) oder Wolfgang Fuchs (Fax Mattinger, One.Night.Band), aktiv. Seine künstlerischen, wissenschaftlichen und kuratorischen Arbeiten in den letzten Jahren konzentrieren sich zunehmend auf das Verhältnis von Architektur, Klang und Gesellschaft.

## Wissenschaftliche Arbeiten (Auszug)
- Andere Räume – Andere Sounds. Ein Streifzug durch das Verhältnis von Raum, Regierungstechniken und Sound. In: QUER – Architektur und Leben im urbanen Raum, QUER-Verlag, Wien 2014.[6]
- Konkrete Utopien für den ländlichen Raum. In: Pollak Sabine (Hrsg.): Die Freuden des Landlebens. Zur Zukunft des ruralen Wohnens. Sonderzahl Verlag, Wien 2011, ISBN 978-3-85449-345-7.[7]
- Stadt im Glück. Ausstellungsprojekt im Rahmen von Linz 2009. Linz 2009.[8][9]
- "Leben im Strafraum." Ausstellungskatalog, Kunstmuseum Lentos, Linz 2008.[10]
- flexible@art. Prekarisierung(stendenzen) des Kunst- und Kulturfeldes. Wien 2007.[11]
- Postskriptum über die Kulturindustrie., Dissertation, Linz 2004.[12]
- Kulturpolitische Strategien der FPÖ und die Hegemonietheorie nach Antonio Gramsci. Linz 2002, ISBN 3-85487-336-0.
- Antonio Gramsci und die kulturpolitischen Strategien der Freiheitlichen Partei Österreichs. In: Hauch, Gabriella, Hellmuth, Thomas, Pasteur, Paul (Hrsg.): Populismus. Ideologie und Praxis in Frankreich und Österreich. Studienverlag, Innsbruck/Wien/Bozen 2002, ISBN 978-3-7065-1684-6.

## Künstlerische Arbeiten (Auszug)
- [H:UMMMM] auditive.wellness.heterotopologien. Wellnessoase Hummelhof, Linz 2016.[13][14][15]
- Goodbye Wittgenstein. Digbeth First Friday, Birmingham 2016, Atelierhaus Salzamt, Linz 2016.[16][17][18]
- Architektur und Klang. Architekturforum Oberösterreich, Linz 2013.[19][20]
- Das große Manöver. Steirischer Herbst, Graz 2010.[21][22]
- Mythos Hofer. Innsbruck 2009.[23][24][25]
- Leben im Strafraum. Lentos Kunstmuseum Linz, Linz 2008.[26]
- Dobuschido – Der Film. Crossing Europe, Linz 2009.[27][28]

## Diskographie

### Alben
- 1998: Egotrip[29]
- 2003: EGO = Ego-1 (Interstellar Records)[30]
- 2011: V/A stellar constellation x (Interstellar Records)[31]